# Furnas do Enxofre
Las Furnas del Enxofre se localizan en la freguesia de Posto Santo, perteneciente al municipio de Angra del Heroísmo, en la isla Terceira, archipiélago de las Azores, Portugal.
Consisten en un campo fumarólico, o sea, en una área que comprende diversas salidas de gases volcánicos agresivos, a diversas temperaturas, algunas bastante elevadas (aprox. 95 °C en la superficie y cerca de 130 °C a medio metro de profundidad). Estas desgasificaciones se componen principalmente de dióxido de carbono (c. 95%), gas sulfhídrico (c. 3%), gas sulfuroso, hidrógeno, nitrógeno, metano y otros, en proporciones muy bajas.
Como resultado de la desgasificación sobrecalentada y químicamente agresiva, las rocas circundantes se han transformado (y transformado) en materiales arcillosos, asociados con minerales secundarios, como azufre en masas y en cristales (amarillo), óxidos de hierro (de color rojizo) y óxidos de aluminio (de color blanquecino).
Geologicamente el campo fumarólico se localiza en el sector sur del volcán del Pico Alto, uno de los más recientes y majestosos de la isla. Petrológicamente, está formado por rocas traquíticas (con más sílice que basalto). Distribuida entre los 583 y los 620 metros de altitud, presenta un clima húmedo, con valores anuales de precipitación superiores a 2000 mm. Dadas esas características, y a la presencia de suelos poco permeables, la zona tiene tendencia al encharcamiento.
Las mismas características, a saber, la temperatura y la concentración de gases volcánicos, condicionan la distribución de la vegetación, que presenta una zonificación en relación con los brotes de fumarolas. Junto a estos, el suelo está demasiado caliente para permitir la cobertura de vegetación. En sus proximidades surgen comunidades de musgos asociadas a las mayores concentraciones de gases, cubiertos de algas. A éstos le sigue una zona dominada por varias especies de esfagno o musgo ("Sphagnum ssp.") o "Nardia scalaris", especialmente en las superficies más empinadas. Toda el área es extremadamente diversa en comunidades de musgos y hepáticas, con alrededor de 50 especies registradas, algunas raras y registradas en la "Lista Roja de Briófitas en Europa", del Comité Europeo para la Conservación de Briófitas. A mayores distancias de las fumarolas, se desarrolla una zona de "Calluna vulgaris" (rapa) con ejemplares de "Vaccinium cylindraceum" (aserrín) y una zona de plantas herbáceas (pastizal). En áreas libres de la influencia de gases volcánicos, la vegetación se caracteriza por especies típicas de turberas en las zonas bajas, deprimidas con acumulación de agua, o el Bosque Laurissilva de las Azores, en las zonas más altas y más expuestas.
En la ladera noreste del campo de fumarolas principal, el estrato arbóreo está dominado por Vaccinium cylindraceum, una especie endémica de las Azores, y otras. Algunas de estas especies están protegidas por la Directiva de Hábitats y lal Convención de Berna, y algunas constan en la Lista Roja de las Especies Amenazadas de la Unión Internacional para la Conservación de la Naturaleza y de los Recursos Naturales (IUCN). Otros, aunque no tienen estatus de protección, tienen un alto valor patrimonial, ya que son endémicos de las Azores, autóctonos o característicos de las Azores Laurissilva.
El alto interés geológico y biológico y la belleza paisajística intrínseca de Furnas, justificaron su clasificación como monumento natural regional,como monumento natural regional, mediante el Decreto Legislativo Regional n.º 10/2004 / A, que dice:
"... las furnas do Enxofre, situadas en la zona central de la isla Terceira, corresponden a un fenómeno de vulcanismo secundario designado por fumarolas, consistiendo en la liberación de gases en la superficie a través de un sistema de fisuras volcánicas, en torno a las cuales se forman algunos depósitos de azufre; considerando que este lugar también se considera parte de un hábitat natural ubicado en una zona de importancia europea en términos de conservación de la naturaleza, estando incluido en la lista de lugares de importancia comunitaria para la región biogeográfica macaronésica de la Red Natura 2000, bajo la designación "Sierra de Santa Bárbara y Pico Alto".
"La PTTER0017, aprobada por decisión de la Comisión el 28 de diciembre de 2001 y publicada en el Boletín Oficial de las Comunidades Europeas el 9 de enero de 2002; Considerando que sus características únicas hacen de Furnas do Enxofre uno de los espacios naturales privilegiados de la región, con un fuerte potencial de atracción de visitantes, justificando, por tanto, su protección y resguardo como área protegida. (...)."
Las peculiaridades asociadas a este campo de fumarolas, justificaron también su integración en el hábitat natural designado por Campos de Lava y Excavaciones Naturales - Fumarolas, incluido en el anexo I de la Directiva "Hábitats" (Directiva n.º 92/43/CEE).

## Galería de imágenes

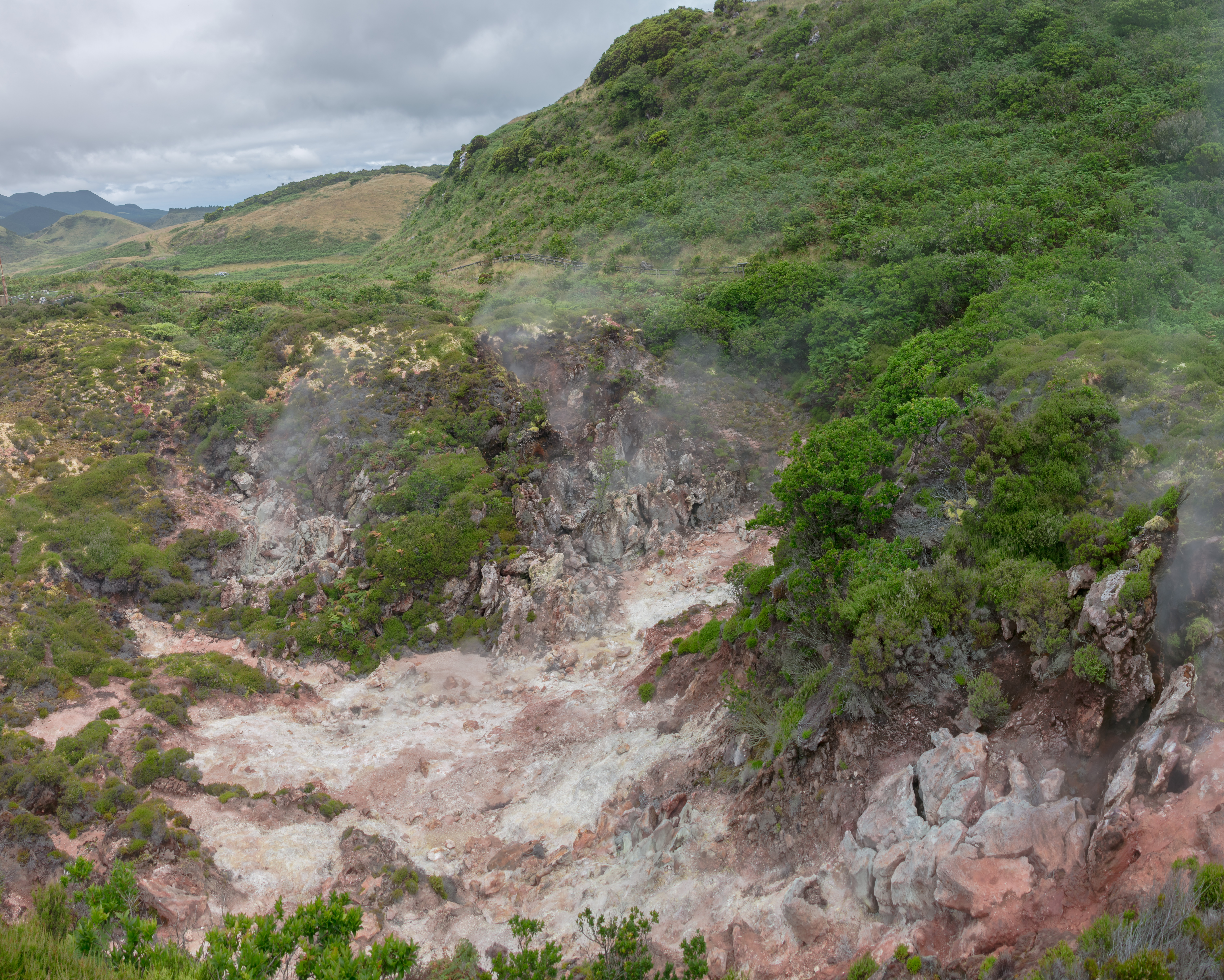
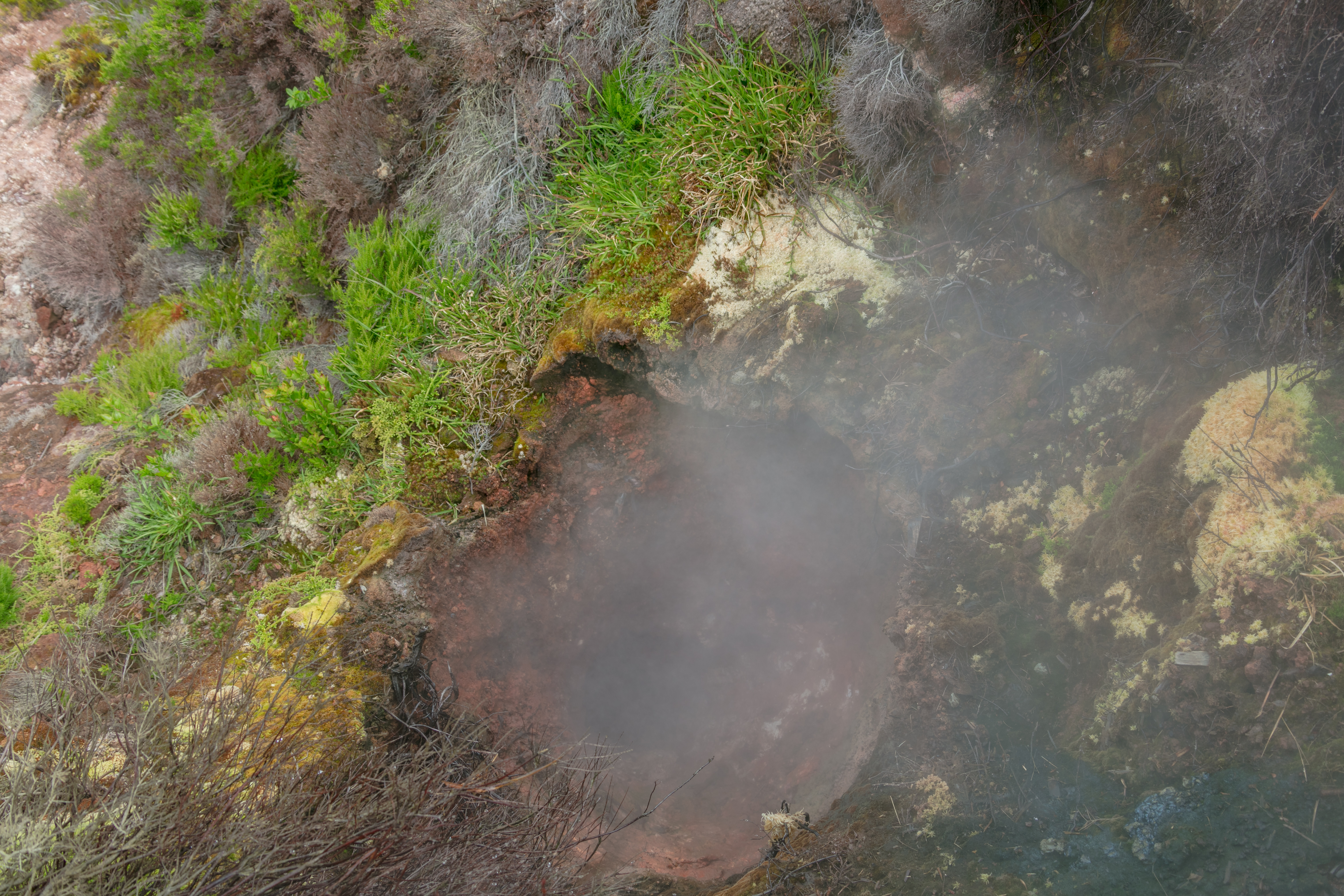
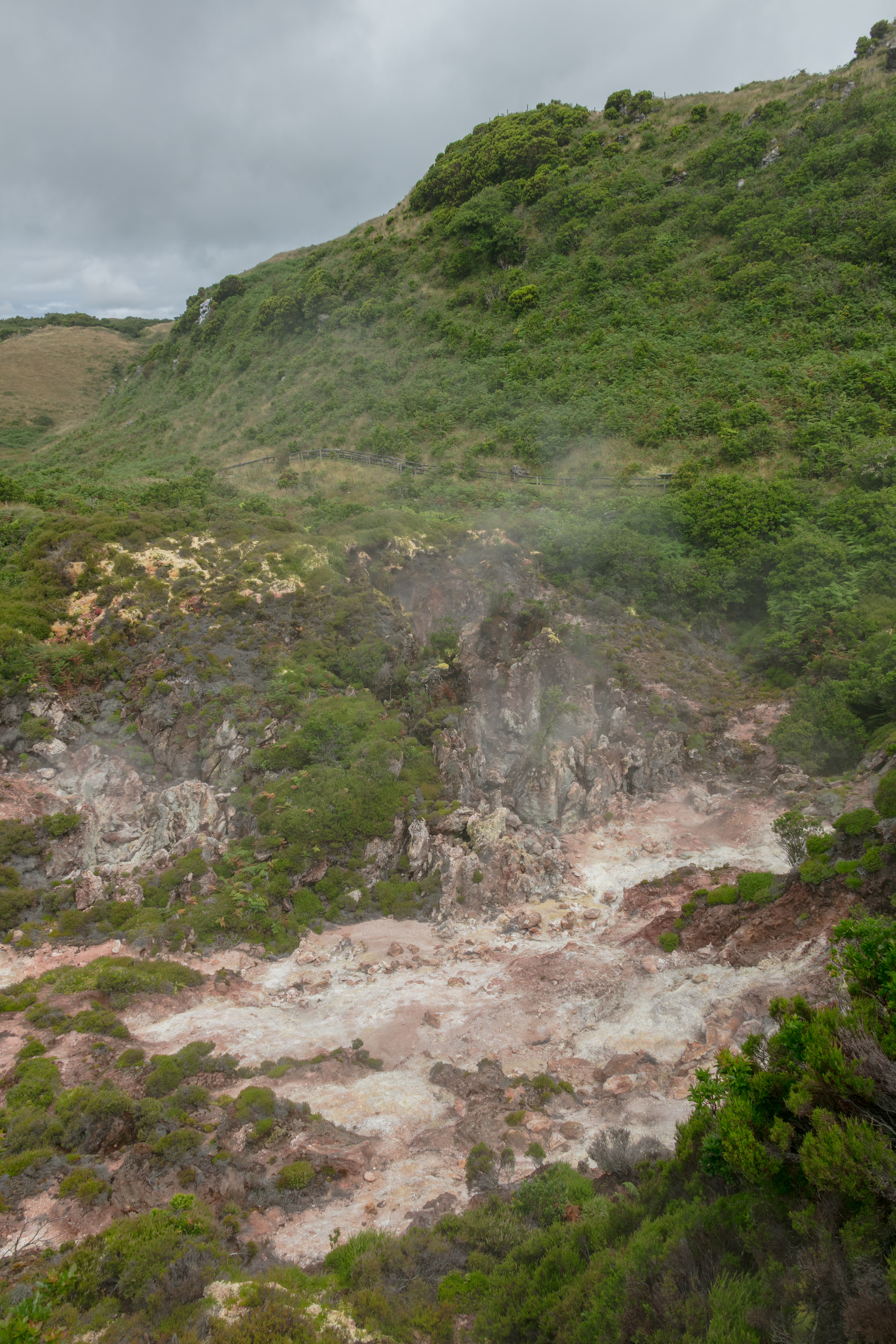
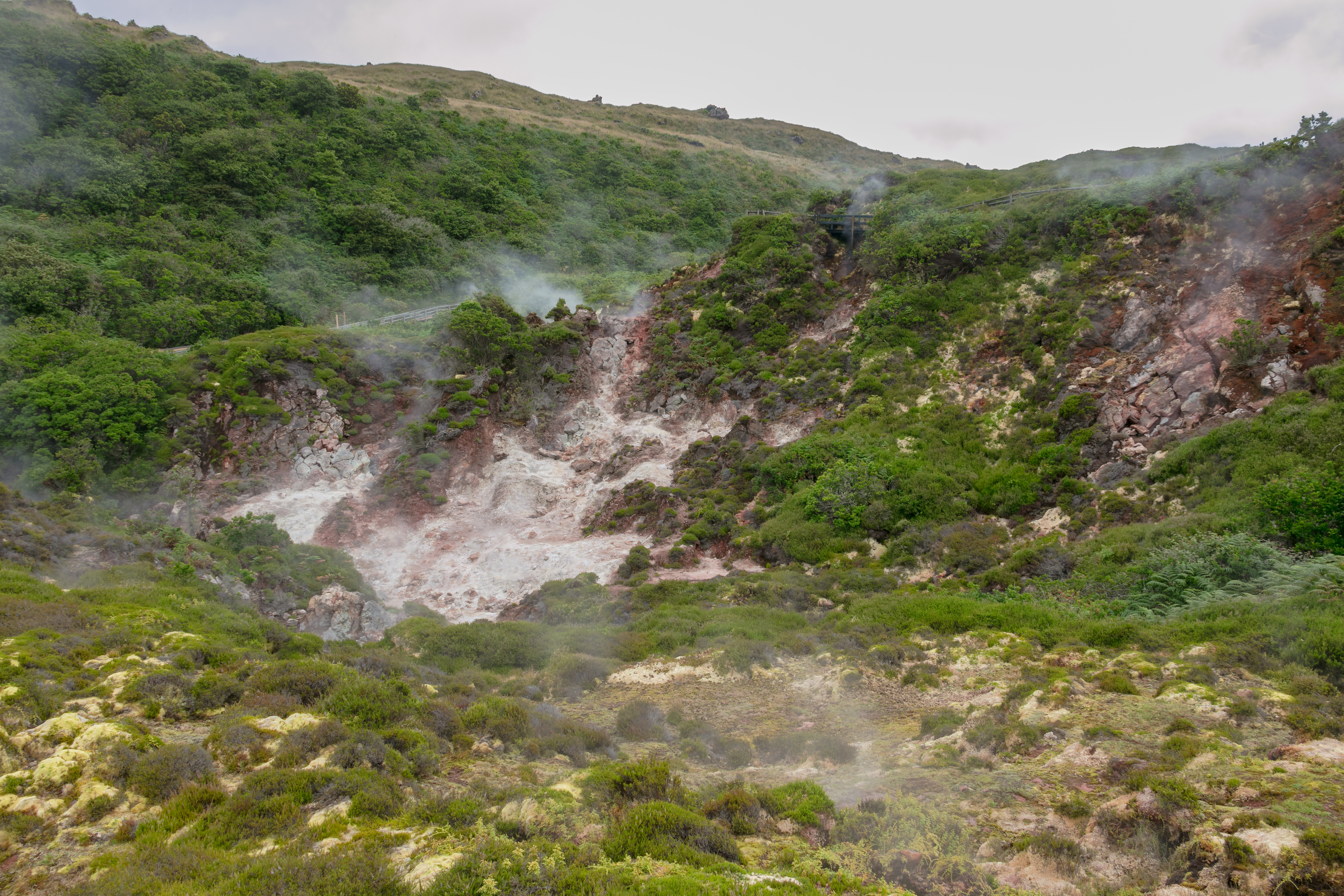
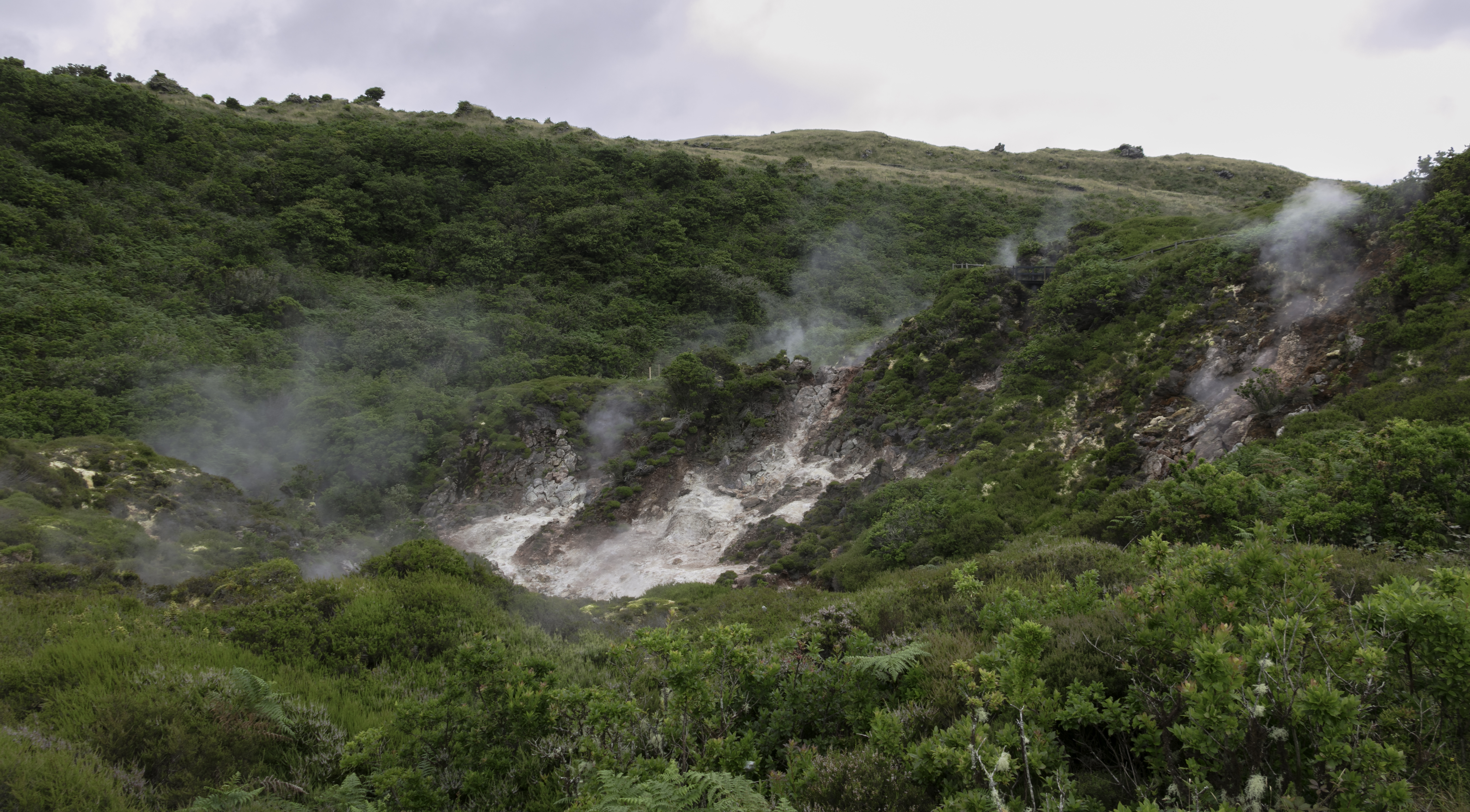
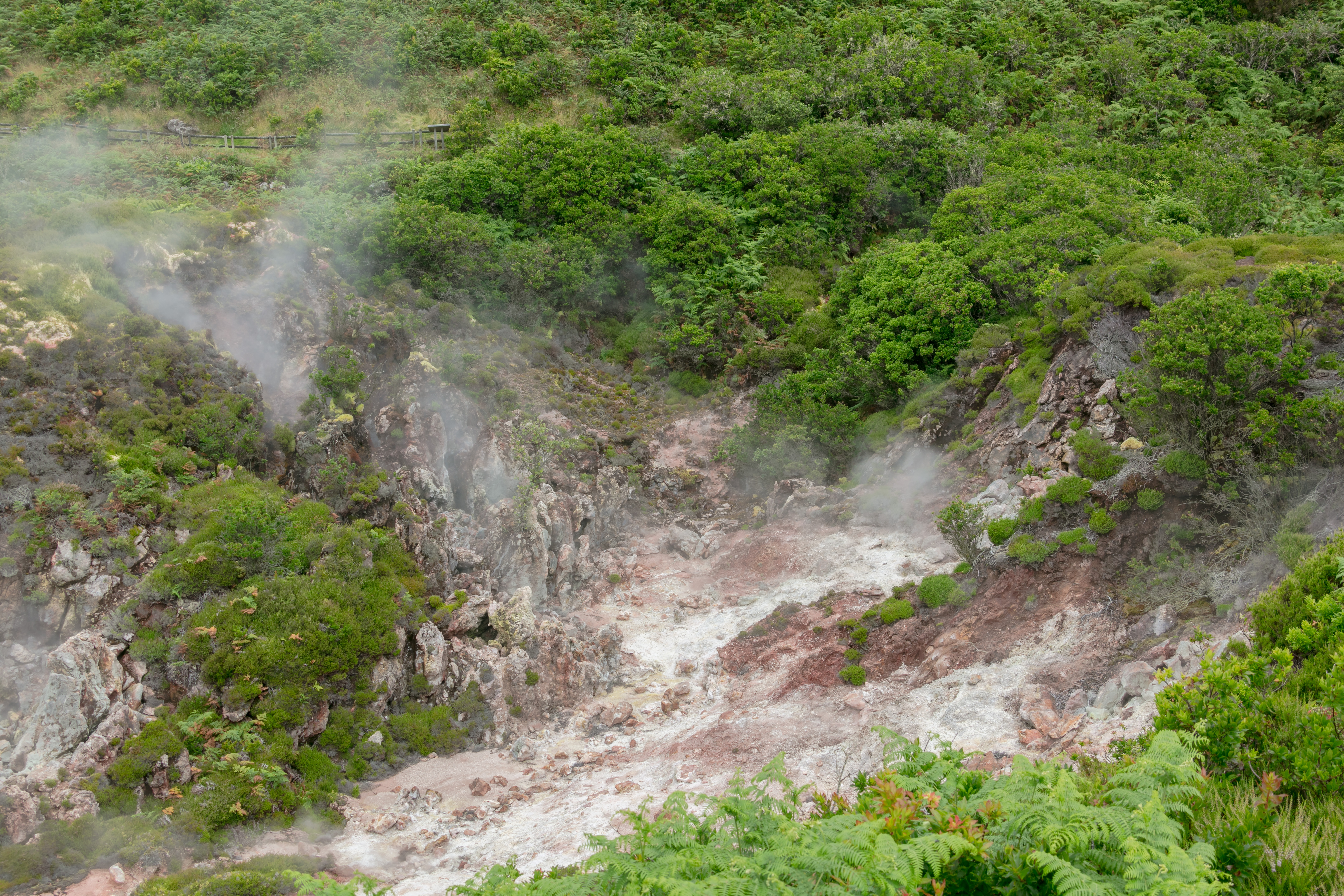